# VLT de Guadalajara
O VLT de Guadalajara, oficialmente Sistema de Tren Eléctrico Urbano, é um sistema de veículo leve sobre trilhos que opera em 3 municípios da Região Metropolitana de Guadalajara, no México. É operado pelo Sistema de Tren Eléctrico Urbano (SITEUR).
É composto atualmente por três linhas em operação, a Linha 1, Linha 2 e a Linha 3, que somam 48 estações e 48,0 km de extensão. O sistema entrou em operação no dia 1º de setembro de 1989, com o início da operação da Linha 1.
Atualmente, atende os seguintes municípios: Guadalajara, Tlaquepaque e Zapopan. O sistema transportou 424.403 passageiros em agosto de 2017.

## Linhas
O sistema é composto por 3 linhas em operação. Cada linha é identificada por um algarismo e uma cor. Foram inauguradas entre 1989 e 2020, somando hoje 48 estações e 48,0 km de extensão.
A tabela abaixo lista o nome, a cor distintiva, as estações terminais, o ano de inauguração, a extensão e o número de estações das linhas que estão em operação:
| Linha | Cor      | Terminais                               | Ano de inauguração | Extensão | N.º de estações |
| ----- | -------- | --------------------------------------- | ------------------ | -------- | --------------- |
|       | Vermelho | Auditorio ↔ Periférico Sur              | 1989               | 16,5 km  | 20              |
|       | Verde    | Juárez ↔ Tetlán                         | 1994               | 8,5 km   | 10              |
|       | Rosa     | Arcos de Zapopan ↔ Central de Autobuses | 2020               | 21.4 km  | 18              |

## Estações
O sistema é composto por 48 estações em operação, das quais 23 são subterrâneas, 11 são superficiais e 13 são elevadas. As estações, tanto as que estão em operação quanto as que estão em implantação, são listadas a seguir:
| · Linha 1 | - Auditorio - Periférico Norte - Dermatológico - Atemajac - División del Norte - Ávila Camacho - Mezquitán - Refugio - Juárez - Mexicaltzingo - Washington - Santa Filomena - Unidad Deportiva - Urdaneta - 18 de Marzo - Isla Raza - Patria - España - Santuario Mártires de Cristo Rey - Periférico Sur           |
| · Linha 2 | - Juárez - Plaza Universidad - San Juan de Dios - Belisario Domínguez - Oblatos - Cristobal de Oñate - San Andrés - San Jacinto - La Aurora - Tetlán |
| · Linha 3 | - Arcos de Zapopan - Periférico Belenes - Mercado del Mar - Zapopan Centro - Plaza Patria - Circunvalación Country - Ávila Camacho - La Normal - Santuario - Guadalajara Centro - Independencia - Plaza de la Bandera - CUCEI - Revolución - Río Nilo - Tlaquepaque Centro - Lázaro Cárdenas - Central de Autobuses |